# 岡本佳男
岡本 佳男（おかもと よしお、1941年〈昭和16年〉1月10日 - ）は、日本の高分子化学者。名古屋大学名誉教授、特別教授、ハルビン工程大学特聘教授。
世界に先駆けて不斉重合によって、選択的に高分子を一方方向のらせん型に合成したことで知られる。また、らせん高分子を使用した鏡像異性体を分離する高速液体クロマトグラフィー用の光学分割カラム充填剤を開発し、その成果は医療や高分子研究に利用されている。
2019年4月には、名古屋大学が岡本若手奨励賞を創設している。これは日本国際賞を受賞した際、賞金の一部を名古屋大学に寄付したためで、若手研究者を支援するために設けられたものである。

## 業績

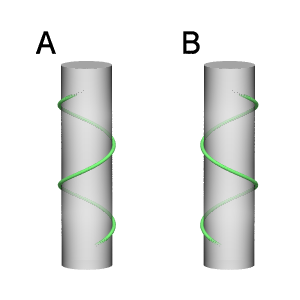
A：右巻らせん B：左巻らせん、AとBは互いに鏡像異性体の関係

1979年、世界初のらせん高分子の合成に成功した。その最初の例は、かさ高い側鎖を持つメタクリル酸エステル類（TrMA, PDSMA等）を重合させて、完全に一方向の安定ならせん構造を持つ高分子を合成した。開始剤として、ブチルリチウムとスパルテインとの錯体を用いている。
ラジカル重合における立体規則性の発現についても独創的な研究を行っている。
1981年、キラル化合物の研究、医薬品の開発・製造に不可欠なツールである光学分割カラムを開発した。

## 略歴
- 兵庫県尼崎市出身。
- 1964年 大阪大学理学部を卒業。
- 1969年 理学博士（大阪大学）、同年基礎工学部助手。
- 1983年 大阪大学基礎工学部助教授
- 1990年 名古屋大学工学部教授
- 2004年 同大学定年退官（名誉教授）、同大学エコトピア研究機構客員教授
- 2004年-2006年 高分子学会会長
- 2005年-2009年 名古屋大学エコトピア科学研究所客員教授
- 2006年-2007年 ハルビン工程大学客員教授
- 2007年 - ハルビン工程大学特聘教授
- 2009年-2019年 名古屋大学特別招へい教授[1]
- 2019年- 名古屋大学特別教授

## 受賞・叙勲歴
- 1982年 高分子学会賞
- 1987年 繊維学会賞（技術）
- 1991年 日本化学会技術賞
- 1996年 芸術のための科学賞（ダ・ヴィンチ賞）
- 1999年 日本化学会賞
- 1999年 モレキュラーキラリティー賞
- 2001年 Chirality Medal
- 2002年 紫綬褒章（春）
- 2005年 藤原賞
- 2007年 トムソン・リサーチフロント賞2007
- 2009年 高分子科学功績賞
- 2010年 有機合成化学協会高砂香料国際賞「野依賞」
- 2011年 高分子学会学会名誉会員
- 2011年 Charles G. Overberger International Award (ミシガン大学、ACS)
- 2014年モレキュラーキラリティー功績賞
- 2014年 日本学士院賞[1][2]
- 2015年 日本化学会名誉会員
- 2019年 日本国際賞[8]
- 2019年 日本分析化学会名誉会員
- 2019年 中国政府友誼奨(Chinese Government Friendship Award)
- 2020年 東海テレビ 文化賞
- 2021年 中日文化賞[9]